# Касселбері (Флорида)
Касселбері (англ. Casselberry) — місто (англ. city) в США, в окрузі Семінол штату Флорида. Населення — 28 794 особи (2020).

## Географія
Касселбері розташоване за координатами 28°39′40″ пн. ш. 81°19′19″ зх. д. / 28.66111° пн. ш. 81.32194° зх. д. (28.661183, -81.321926).  За даними Бюро перепису населення США в 2010 році місто мало площу 19,57 км², з яких 18,11 км² — суходіл та 1,45 км² — водойми.

## Демографія
Згідно з переписом 2010 року, у місті мешкала 26 241 особа в 11 430 домогосподарствах у складі 6398 родин. Густота населення становила 1341 особа/км².  Було 12708 помешкань (649/км²).
Расовий склад населення:
| - 80,1 % — білих - 8,0 % — чорних або афроамериканців - 2,9 % — азіатів - 0,4 % — корінних американців - 0,1 % — вихідців з тихоокеанських островів - 4,9 % — осіб інших рас |

До двох чи більше рас належало 3,5 %. Частка іспаномовних становила 22,6 % від усіх жителів.
За віковим діапазоном населення розподілялося таким чином: 19,6 % — особи молодші 18 років, 66,3 % — особи у віці 18—64 років, 14,1 % — особи у віці 65 років та старші. Медіана віку мешканця становила 37,5 року. На 100 осіб жіночої статі у місті припадало 93,9 чоловіків;  на 100 жінок у віці від 18 років та старших — 90,8 чоловіків також старших 18 років.
Середній дохід на одне домашнє господарство  становив 54 820 доларів США (медіана — 40 510), а середній дохід на одну сім'ю — 69 939 доларів (медіана — 49 409). Медіана доходів становила 39 150 доларів для чоловіків та 37 721 долар для жінок. За межею бідності перебувало 16,0 % осіб, у тому числі 23,7 % дітей у віці до 18 років та 12,5 % осіб у віці 65 років та старших.
Цивільне працевлаштоване населення становило 12 582 особи. Основні галузі зайнятості: освіта, охорона здоров'я та соціальна допомога — 22,6 %, роздрібна торгівля — 14,7 %, науковці, спеціалісти, менеджери — 13,8 %, мистецтво, розваги та відпочинок — 13,8 %.